# 張絃 (萬曆進士)
張紘（？—？），原名張應洛，河南汝寧府光州商城縣軍籍。明朝政治人物。

## 生平
万历三十四年（1606年）丙午科河南乡试举人，四十一年（1613年）癸丑科進士，授中书舍人，天啓元年（1621年）行取考选浙江道御史。参劾兵部尚书崔景荣，天啓二年二月告病回籍。

## 家族
父张鎡，贡生，以子贵封中书舍人。